# The Last Ship (Fernsehserie)
The Last Ship ist eine US-amerikanische Drama-Fernsehserie, die auf TNT ausgestrahlt wurde. Sie basiert lose auf dem gleichnamigen Roman von William Brinkley und umfasst 56 Episoden in fünf Staffeln.

## Handlung

### Staffel 1
Die Serie erzählt die Geschichte des fiktiven amerikanischen Zerstörers USS Nathan James (DDG-151). Am Ende eines monatelangen, streng geheimen Einsatzes in der Arktis erfährt ihr Commander, dass in der Zwischenzeit schon ca. 60–70 % der Weltbevölkerung durch eine rasend schnell um sich greifende Virus-Pandemie getötet wurden, die Regierungen und staatlichen Institutionen sind weitgehend zusammengebrochen, nahezu überall auf dem Planeten herrschen Chaos und Anarchie. Die Schiffsbesatzung, die auch die Mikrobiologen Dr. Rachel Scott und Quincy Tophet mit an Bord haben, zählt zu den wenigen Überlebenden die noch keinen Kontakt mit dem Erreger hatten. Die USS Nathan James wird daraufhin wieder in die Heimat zurückbeordert. Die beiden Wissenschaftler versuchen währenddessen an Bord ein Heilmittel gegen das tödliche Virus herzustellen, da es Dr. Scott gelungen ist, den Aufbau des Virus zu entschlüsseln.

### Weiterer Verlauf
Staffel 2: U-Boot-Jagd, Brüder Ramsey und die Immunen, Präsident Jeffrey Michener
Staffel 3: China und Machtmissbrauch in den USA, Präsident Jeff Michener, Valerie
Staffel 4: Virus mutiert erneut, Familie Vellek
Staffel 5: Großkolumbianisches Reich greift die USA an, Gustavo „Tavo“ Barros

## Rollenverteilung
| Staffel                                          | 1 | 2 | 3 | 4 | 5 |
| ------------------------------------------------ | - | - | - | - | - |
| Chief of Naval Operations (CNO)                  |   |   |   |   |   |
| Tom Chandler                                     |   |   |   |   |   |
| Commanding Officer (CO)                          |   |   |   |   |   |
| Tom Chandler                                     |   |   |   |   |   |
| Mike Slattery                                    |   |   |   |   |   |
| Joseph Meylan (kurzzeitig; getötet)              |   |   |   |   |   |
| Andrea Garnett (kurzzeitig; getötet)             |   |   |   |   |   |
| Kara Green                                       |   |   |   |   |   |
| Executive Officer (XO)                           |   |   |   |   |   |
| Mike Slattery                                    |   |   |   |   |   |
| Joseph Meylan                                    |   |   |   |   |   |
| Cobb (kurzzeitig)                                |   |   |   |   |   |
| Andrea Garnett                                   |   |   |   |   |   |
| Alisha Granderson (kurzzeitig; getötet)          |   |   |   |   |   |
| Master Chief (CMDCM)                             |   |   |   |   |   |
| Russell Jeter                                    |   |   |   |   |   |
| Officer of the Deck (OOD)                        |   |   |   |   |   |
| Alisha Granderson                                |   |   |   |   |   |
| Maldonado                                        |   |   |   |   |   |
| Kushon                                           |   |   |   |   |   |
| Stewart                                          |   |   |   |   |   |
| Brücke (weitere)                                 |   |   |   |   |   |
| Juan „Gator“ Mejia                               |   |   |   |   |   |
| Diaz                                             |   |   |   |   |   |
| Bell                                             |   |   |   |   |   |
| Staffel                                          | 1 | 2 | 3 | 4 | 5 |
| Tactical Action Officer (TAO)                    |   |   |   |   |   |
| Barker (getötet)                                 |   |   |   |   |   |
| Alisha Granderson                                |   |   |   |   |   |
| Kara Foster (später Kara Green)                  |   |   |   |   |   |
| Cameron Burke                                    |   |   |   |   |   |
| Carl Nishioka                                    |   |   |   |   |   |
| Combat Information Center (CIC)                  |   |   |   |   |   |
| Alisha Granderson                                |   |   |   |   |   |
| Will Mason (u. a. Radar, Sonar) (getötet)        |   |   |   |   |   |
| Carl Nishioka                                    |   |   |   |   |   |
| Kara Foster (später Kara Green)                  |   |   |   |   |   |
| Wright (u. a. Sonar; auch als Cameron C. Fuller) |   |   |   |   |   |
| Cameron Burke                                    |   |   |   |   |   |
| Dalia Jaffe                                      |   |   |   |   |   |
| Mia Valdez                                       |   |   |   |   |   |
| Maschinenraum                                    |   |   |   |   |   |
| Andrea Garnett (Chief Engineer, getötet)         |   |   |   |   |   |
| Andy Chung (getötet)                             |   |   |   |   |   |
| Lynn (getötet)                                   |   |   |   |   |   |
| Diaz                                             |   |   |   |   |   |
| O’Connor (getötet)                               |   |   |   |   |   |
| Ella Ruiz                                        |   |   |   |   |   |
| Staffel                                          | 1 | 2 | 3 | 4 | 5 |
| Medizinisches Personal, Forscher                 |   |   |   |   |   |
| Rios (getötet)                                   |   |   |   |   |   |
| Dr. Rachel Scott (getötet)                       |   |   |   |   |   |
| Quincy Tophet (verstorben)                       |   |   |   |   |   |
| Bertrise                                         |   |   |   |   |   |
| Dr. Milowsky                                     |   |   |   |   |   |
| Hubschrauber-Besatzung („Helo“)                  |   |   |   |   |   |
| Jesse (Pilotin)                                  |   |   |   |   |   |
| Rodney „Sunshine“ Poynter (Pilot) (getötet)      |   |   |   |   |   |
| Kathleen Nolan (Bordschütze)                     |   |   |   |   |   |
| Maddie Rawlings (Pilotin)                        |   |   |   |   |   |
| Tina “Slider” Almas (Co-Pilotin)                 |   |   |   |   |   |
| Kitty “Stinger” Wallace (Bordschütze)            |   |   |   |   |   |
| Außeneinsatz (Team Cobra, Team Vulture, weitere) |   |   |   |   |   |
| Daniel „Danny“ Green                             |   |   |   |   |   |
| Eric Miller                                      |   |   |   |   |   |
| Carlton Burk (getötet)                           |   |   |   |   |   |
| Javier Cruz (getötet)                            |   |   |   |   |   |
| Tex Nolan (getötet)                              |   |   |   |   |   |
| Wolf Taylor                                      |   |   |   |   |   |
| Ravit Bivas (getötet)                            |   |   |   |   |   |
| Sasha Cooper                                     |   |   |   |   |   |
| Azima Kandie                                     |   |   |   |   |   |
| US Southern Command (Cape Canaveral)             |   |   |   |   |   |
| Alisha Granderson (getötet)                      |   |   |   |   |   |
| Russell Jeter                                    |   |   |   |   |   |
| Joseph Meylan (getötet)                          |   |   |   |   |   |
| Anita DuFine                                     |   |   |   |   |   |
| Don Kincaid (getötet)                            |   |   |   |   |   |
| Staffel                                          | 1 | 2 | 3 | 4 | 5 |

## Besetzung
| Rollenname | Schauspieler/in   | Bild              | Hauptrolle | Synchronsprecher/in |
| --- | ----------------- | ----------------- | ---------- | ------------------- |
| Commander (CDR) / Captain (CAPT) / Admiral (ADM) Tom Chandler (Kommandant der USS Nathan James, später Chief of Naval Operations) | Eric Dane         | Eric Dane         | 1.01–5.10  | Marco Kröger        |
| Mikrobiologin Dr. Rachel Scott | Rhona Mitra       | Rhona Mitra       | 1.01–2.13  | Antje von der Ahe   |
| Commander (CDR) / Captain (CAPT) / Admiral (ADM) Mike Slattery (Executive Officer („XO“), später Kommandant der USS Nathan James) | Adam Baldwin      | Adam Baldwin      | 1.01–5.10  | Jörg Hengstler      |
| Lieutenant (LT) Danny Green | Travis Van Winkle | Travis Van Winkle | 1.01–5.10  | David Turba         |
| Lieutenant (LT) / Lieutenant Commander (LCDR) / Commander (CDR) Kara Green                                                        | Marissa Neitling  | Marissa Neitling  | 1.01–5.10  | Esra Vural          |
| Command Master Chief Petty Officer (CMCPO) Russell Jeter                                                                          | Charles Parnell   | Charles Parnell   | 1.01–5.10  |                     |
| Mikrobiologe Quincy Tophet | Sam Spruell       |                   | 1.01–2.02  | Michael Iwannek     |
| Lieutenant junior Grade (LTJG) / Lieutenant (LT) / Lieutenant Commander (LCDR) Alisha Granderson                                  | Christina Elmore  |                   | 1.01–5.04  | Julia Meynen        |
| Ehem. Navy-Agentin Sasha Cooper                                                                                                   | Bridget Regan     | Bridget Regan     | 3.01–5.10  | Nadine Heidenreich  |

| Rollenname                                                                           | Schauspieler/in        | Bild                      | Nebenrolle                 | Synchronsprecher/in                     |
| ------------------------------------------------------------------------------------ | ---------------------- | ------------------------- | -------------------------- | --------------------------------------- |
| Lieutenant (LT) Carlton Burk                                                         | Jocko Sims             | Jocko Sims                | 1.01–5.09                  | Matti Klemm / Peter Sura                |
| Lieutenant (LT) Andy Chung                                                           | Andy T. Tran           |                           | 1.01–2.11                  | Rainer Fritzsche                        |
| Darien Chandler                                                                      | Tracy Middendorf       |                           | 1.01–1.10                  |                                         |
| Lieutenant Commander (LCDR) Andrea Garnett                                           | Fay Masterson          |                           | 1.02–5.01                  | Gundi Eberhard                          |
| Eric Miller                                                                          | Kevin Michael Martin   |                           | 1.02–5.10                  | Michael Ernst / Benjamin Stöwe          |
| Gator                                                                                | Michael Curran-Dorsano |                           | 1.02–5.10                  | René Dawn-Claude                        |
| Chief Hospital Corpsman (HMC), später Ensign (ENS) „Doc“ Rios                        | Maximiliano Hernández  | Maximiliano Hernández     | 1.02–5.01                  | Hendrik Martz                           |
| Petty Officer First Class (PO1), später Chief Petty Officer (CPO) Carl Nishioka      | Ben Cho                |                           | 1.02–5.10                  |                                         |
| Tex Nolan                                                                            | John Pyper-Ferguson    | John Pyper-Ferguson       | 1.02–2.13, 3.11–3.13, 5.10 | Tobias Lelle                            |
| Petty Officer Second Class (PO2), später Petty Officer First Class (PO1) Javier Cruz | Ness Bautista          |                           | 1.02–3.06                  |                                         |
| Admiral Konstantin Nikolajewitsch Ruskov                                             | Ravil Isyanov          |                           | 1.02–1.08                  |                                         |
| Niels Sorensen                                                                       | Ebon Moss-Bachrach     | Ebon Moss-Bachrach (2019) | 1.03–2.10                  | Christian Gaul                          |
| Chief Petty Officer (CPO) Wolf Taylor                                                | Bren Foster            |                           | 2.04–5.10                  | Peter Lontzek                           |
| Sean Ramsey                                                                          | Brían F. O’Byrne       |                           | 2.04–2.12                  | Thomas Schmuckert, Klaus-Dieter Klebsch |
| Präsident Jeff Michener                                                              | Mark Moses             | Mark Moses                | 2.06–3.07, 3.11, 5.10      | Peter Flechtner                         |
| Ray Diaz                                                                             | Adam Irigoyen          | Adam Irigoyen (2012)      | 2.09–5.10                  | Christian Zeiger                        |
| Valerie                                                                              | Tania Raymonde         | Tania Raymonde, 2017      | 2.11–3.01                  | Josephine Schmidt                       |

## Ausstrahlung

### Vereinigte Staaten
Die Erstausstrahlung der ersten Staffel in den Vereinigten Staaten fand vom 22. Juni bis zum 24. August 2014 auf dem Kabelsender TNT statt. Die ersten zehn Episoden erreichten durchschnittlich 4,43 Millionen Zuschauer und ein Zielgruppen-Rating von 1,1 Prozent. Die zweite Staffel sendete der Sender ab dem 21. Juni 2015. Die dritte Staffel wurde im August 2015 bestellt und startete am 19. Juni 2016. Eine vierte Staffel wurde im August 2016 bestellt. Ein paar Wochen später bestätigte TNT, eine fünfte Staffel in Auftrag gegeben zu haben.

### Deutschsprachiger Raum
Im deutschsprachigen Raum begann die Ausstrahlung am 15. Juli 2014 beim Bezahlfernsehsender TNT Serie. Das Staffelfinale wurde dort am 16. September 2014 gezeigt. Die zweite Staffel zeigte der Sender ab dem 22. Juni 2015 jeweils einen Tag nach der US-Premiere. Die Premiere der 3. Staffel wurde wegen des Attentats in Orlando kurzfristig verschoben und erst am 20. Juni 2016 gestartet. Die Free-TV-Premiere der ersten Staffel erfolgte am 8. April 2017 auf RTL II.

## Rezeption
Felix Böhme schrieb auf Serienjunkies.de:
„Zweifellos wird The Last Ship mit seinem sehr einfachen Unterhaltungswert einige Zuschauer generieren können. Diese dürfen jedoch in der Pilotepisode zum TNT-Actiondrama nicht zu viele sinnige und originelle Einfälle erwarten. Vielmehr kann man sich von der schwammigen Geschichte mit plattem Drehbuch berieseln lassen. Jedoch wird man teilweise hart auf die Probe gestellt, denn viele Szenen in der Auftaktepisode von The Last Ship sind dermaßen unbefriedigend, dass ihnen selbst ein charmanter Trashfaktor abhanden geht.“
Axel Schmitt (Serienjunkies.de) schrieb rückblickend zur ersten Staffel:
„The Last Ship ist nicht innovativ, es erzählt keine verschachtelte Geschichte und porträtiert keine komplexen Figuren. Die Serie verzichtet gerne darauf – nicht, weil sie es nicht kann, sondern weil sie diesen Anspruch nicht hat. Sie will unterhalten. Und das gelingt ihr.“
Christian Buß schrieb auf Spiegel.de: „Paranoia trifft Patriotismus: In der Endzeitserie The Last Ship von Transformers-Regisseur Michael Bay kreuzt ein Kriegsschiff durch eine verseuchte Welt und hält US-Werte aufrecht. Endlich wieder Weltpolizei – die amerikanische Rechte darf jubilieren.“

## Hintergrund

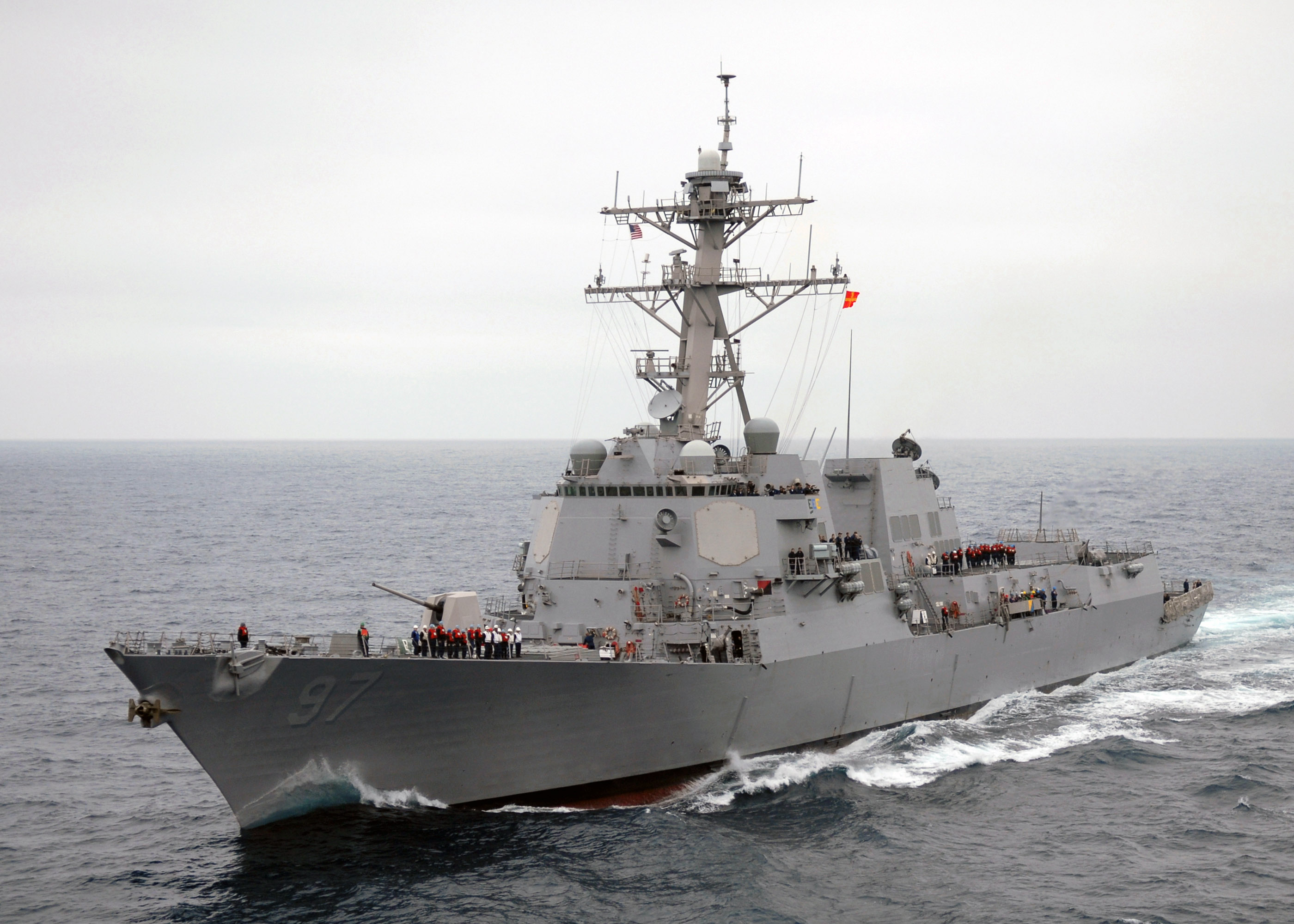
Das US-Navy-Schiff Halsey im Jahr 2007

Die United States Navy unterstützte die Dreharbeiten, unter anderem mit der Bereitstellung der Halsey, eines Zerstörers der Arleigh-Burke-Klasse.